# 礼泉県
礼泉県（れいせん-けん）は中華人民共和国陝西省咸陽市に位置する県。

## 行政区画
- 街道:城関街道
- 鎮:史徳鎮、西張堡鎮、阡東鎮、烽火鎮、煙霞鎮、趙鎮、叱干鎮、南坊鎮、石潭鎮、昭陵鎮、駿馬鎮